# Sarandí Grande
Sarandí Grande est une ville de l'Uruguay située dans le département de Florida. Sa population est de 6 362 habitants.

## Histoire
Sarandí Grande a été fondée en 1874.

## Population
| Année | Population |
| ----- | ---------- |
| 1963  | 5 294      |
| 1975  | 5 545      |
| 1985  | 5 379      |
| 1996  | 5 635      |
| 2004  | 6 362      |

Référence,.

## Gouvernement
Le maire (alcaldesa) de la ville est Ana Stopingi.